# 존조 셸비
존조 셸비 (Jonjo Shelvey, 1992년 2월 27일 ~ )는 잉글랜드의 축구 선수이다. 현재 번리 FC에서 중앙 미드필더로 뛰고 있다.

## 수상 경력

### 클럽
리버풀
- 풋볼 리그 컵: 2011-12

뉴캐슬 유나이티드
- EFL 챔피언십: 2016-17

### 개인
- PFA 챔피언십 올해의 팀: 2016-17